# 하워드 슐츠
하워드 슐츠(Howard Schultz, 1953년 7월 19일 ~ )는 미국의 기업인(전직 정치인)으로, 스타벅스의 전직 회장 (1986년 ~ 2000년, 2008년 ~ 2017년)이며 NBA 농구 팀 시애틀 슈퍼소닉스의 전 소유자 (2001년 ~ 2006년)이다. 노던미시간 대학교에서 통신학 학위를 취득한 후 1982년 스타벅스 커피 컴퍼니를 위한 소매업과 마케팅의 대표 이사가 되었다. 1987년 커피 회사 일 조르날레 (이탈리아어: Il Giornale)를 창립한 후, 그는 스타벅스를 사들여 그 회사의 최고경영자와 대표이사가 되었다. 슐츠는 자신이 2008년부터 2017년까지 회사의 대표이지만, 2000년 스타벅스의 최고경영자로서 사임을 한다고 공개적으로 공고하였다. 그는 그러고나서 2019년 퇴임 이후, 2020년 무소속으로 미국 대통령 후보에 출마한다고 밝혔다.

## 어린 시절
뉴욕 브루클린 유대인 가정에서 프레드와 일레인 슐츠에게 태어난 하워드 슐츠는 자신이 3세 때 가족과 함께 브루클린 남동부의 이웃 커나시에 있는 베이뷰 집합 주택으로 이주하였다. 슐츠는 자연 운동 선수로 자신 집 주변 농구 코트와 학교 미식축구 필드에서 경기를 치렀다. 그는 1970년 노던미시간 대학교에 미식축구 장학금을 받고 입학하며 브루클린 지역에서 벗어났다.

## 초기 경력
1975년 통신학에서 과학사와 함께 대학을 졸업한 후, 슐츠는 미국에 유럽산 커피 제조기 회사인 '함마르플라스트'의 기구 판매원으로 일하였다. 1980년대 초반, 판매 국장으로 진급한 슐츠는 메이시스 시보다 워싱턴주 시애틀 시에서 당시 스타벅스 커피(티 앤드 스파이스 컴퍼니)라는 작은 회사가 자신보다 커피 메이커를 더 많이 판매한다는 사실을 알았다. 슐츠는 시애틀로 이주한 이유를 말했다. "스타벅스가 단지 상점 몇 개를 운영했는데도 매달마다, 분기마다 판매량이 증가하였다. 그리고 시애틀로 가야 했다."
슐츠는 1981년 초기의 스타벅스에 처음으로 들어선 기억이 뚜렷하다고 했다. 당시 스타벅스는 겨우 10년 된 회사로 시애틀 외부에는 지점도 없었다. 회사의 원래 소유자들 - 대학 동창인 제리 볼드윈과 고든 바우커, 그리고 그들의 이웃 제브 시글이 1971년 스타벅스를 창립하였다. 3명의 친구들은 또한 커피 회사의 유비쿼터스 인어 로고와 함께 나왔다.
"정말 지나치게 감상적인 이야기지만, 내가 처음으로 이 상점에 들어가자 집에 있는 느낌이었다."며 슐츠는 후에 "난 그것을 설명할 수 없다. 그러나 난 내가 특별한 장소에 있었고 나에게 말한 제품 종류를 알았다."는 것을 기억하였다. 당시 그는 "난 전혀 좋은 커피 한잔을 한 적이 없다. 난 회사의 창립자들을 만났고 정말 거대한 커피 이야기를 처음으로 들었다 ... 난 그냥 '맙소사, 이것은 나의 전체의 전문적 인생을 위하여 내가 찾아 온것이다.'라고 말하였다."고 추가하였다. 당시 얼마나 우습게 회사로 자신의 소개가 진실이었나 혹은 자신이 현재의 스타벅스를 창조하는 중요한 부분에 대하여 슐츠는 전혀 몰랐다.

## 현재 스타벅스의 탄생

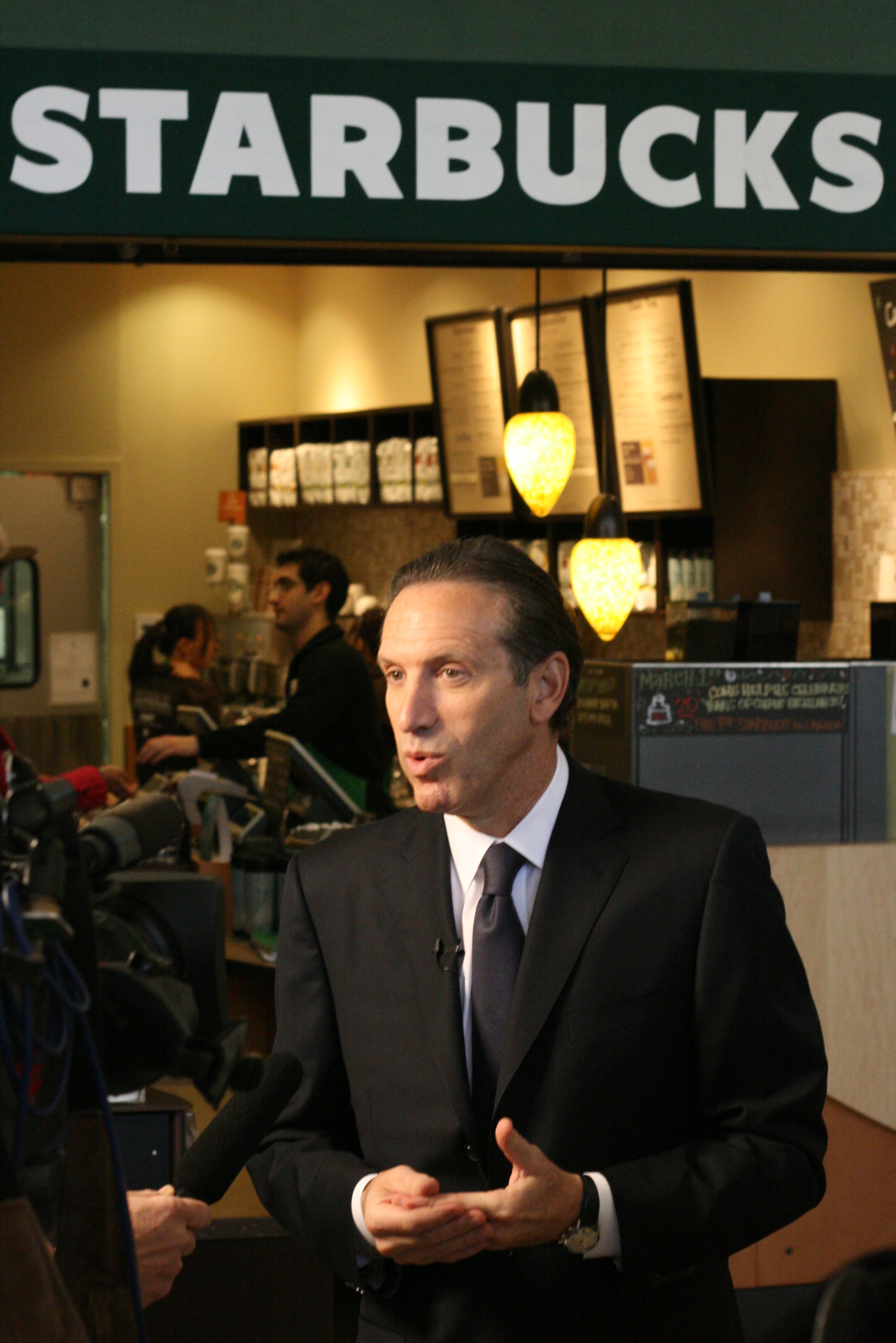
캐나다에서 스타벅스의 현존에 관하여 기자 회견을 가지는 슐츠 (2007년)

1982년 스타벅스의 창립자들과 만난 1년 후에 슐츠는 당시 커피 음료가 아닌 커피콩을 팔은 자라나는 커피 회사를 위하여 소매업과 마케팅을 위한 대표 이사로서 기용되었다. 공동 창립자 제브 시글은 "당시 하워드에 관한 나의 인상은 그가 멋진 통보자였다는 것이다."고 기억하며 "일 대 일. 그는 여전하다."고 말하였다.
초기에 슐츠는 자신의 스타벅스 임무를 만드는 동안 회사에 자신의 마크를 만들기 시작하였다. 1983년 이탈리아 밀라노를 여행한 동안 그는 자신이 만난 커피바들의 다수에 의하여 향해졌다. 그때 "스타벅스는 커피콩 뿐만 아니라 커피 음료를 팔아야 한다."는 아이디어가 그에게 생겼다. "난 어떤 것을 보았다. 커피의 낭만 뿐이 아니라, 그러나 ... 공동체 의식. 그리고 사람들이 커피를 마셔야 했던 연결 - 장소와 서로"라며 "그리고 이탈리아에서 지낸지 1주 후에 나는 내가 미래를 본 사실에 관하여 이야기하는 데 내가 시애틀로 돌아오기를 기다릴 수 없었던 그런 그런 열성적인 열정으로 확신되었다."고 슐츠는 상기하였다.
하지만 스타벅스 상점들에서 커피 바들의 개장을 위한 슐츠의 열정은 회사의 창조자들에 의하여 나누어지지 않았다. "우리는 "오 아니야, 그것은 우리를 위해서가 아니야'라고 말했다."면서 기억하며 시글은 "70년대를 통하여 우리는 우리의 상점에서 커피를 시중들었다. 한 포인트에 마저 우리는 카운터의 위에 좋고, 큰 에스프레소 머신이 있었다."고 말했다. 그럼에 불구하고, 결국 소유자들이 시애틀에서 개장하고 있던 새로운 상점에서 자신이 커피 바를 설립할 수 있도록 할 때까지 슐츠는 아직도 지속성이 있었다. 그 일은 즉각적인 성공이었고, 1984년 시애틀로 하루에 수백명의 사람들을 데려오고 전체의 새로운 언어 - 커피하우스의 언어를 소개하였다.
그러나 커피 바의 성공은 슐츠가 원래 창립자들을 데려가려고 했던 방향으로 그들이 가려 하지 않았던 것으로 논증하였다. 그들은 상점이 커지는 것을 원하지 않았다. 실망한 슐츠는 1985년 빠르게 성공을 거둔 자신 소유의 커피 바 체인점 "일 조르날레"를 개장하러 스타벅스를 떠났다.
2년 후에 투자가들의 도움과 함께 슐츠는 스타벅스를 매입하여 시애틀 회사와 함께 일 조르날레를 병합하였다. 즉시 그는 스타벅스 (그 후에 스타벅스 커피 컴퍼니로 알려짐)의 최고경영자와 의장이 되었다. 그는 전까지만 해도 자신들이 50 센트에 얻은 음료를 위하여 미국인들이 사실 높은 가격을 남기지 않고 내려고 한 것을 투자가들을 설득해야 했다. 당시 대부분의 미국인들은 네스카페 인스턴트 커피의 티스푼으로부터 높은 등급의 커피콩을 몰랐다. 사실로 미국에서 커피 소비는 1962년 이래 내려가면서 지내왔다.
2000년 슐츠는 공개적으로 자신이 스타벅스의 최고경영자로서 사임을 한다고 공고하였다. 하지만 8년 후에 그는 회사에 우두 머리를 맡는 데 돌아왔다. 2009년 CBS와 인터뷰에서 슐츠는 스타벅스의 임무에 관하여 "우리는 배를 채우는 비지니스에 있지 않고, 영혼을 채우는 비지니스에 있습니다."라고 말하였다.

## 지속된 성공

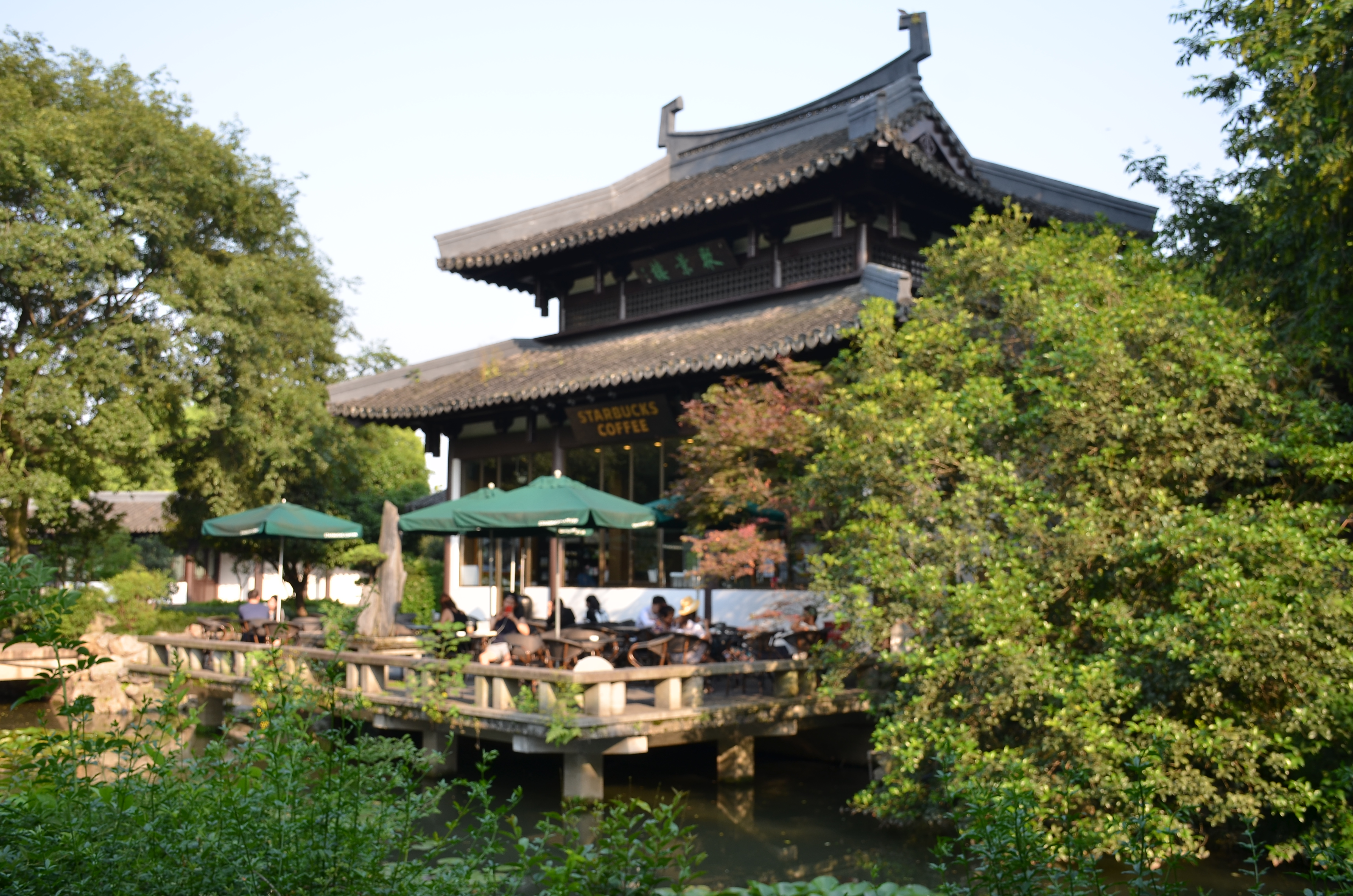
중화인민공화국 항저우의 시시 습지 공원에 위치한 스타벅스 카페

2006년 슐츠는 미국에서 400명의 개인적 거부들을 소개하는 포브스 잡지의 "포브스 400" 명단에 359위에 놓였다. 2013년 그는 전세계적으로 억만장자들의 포브스 명단에 931위는 물론, 같은 명단에 311위에 놓였다.
오늘날 아무 회사도 스타벅스보다 더 많은 장소들에서 더 많은 사람들에게 커피 음료를 팔지 않는다. 2012년까지 스타벅스는 전세계 39개국에서 17,600개 이상의 지점들을 포함하도록 자라났으며 그 시가 총액은 3백 5십 6억 달러 가치에 있었다. 2014년까지 스타벅스는 전세계적으로 21,000개 이상의 지점들을 가졌으며 시가 총액이 6백억 달러였다. 엄청나게 인기있는 커피 회사는 보고적으로 매일 2개 혹은 3개의 새로운 지점들을 열고 한 주에 6천 만명 가량의 고객들을 끌어들인다. 회사의 웹사이트에 의하면 스타벅스는 1971년 이래 세계에서 최고 품질의 아라비카 커피를 윤리적으로 명시하여 볶는 데 헌신되어 왔다.

## 사회적 원인 - 동성 결혼과 인종적 민감도
2013년 3월 슐츠는 동성 결혼의 입법화의 성원에서 진술한 후 주요 헤드라인을 만들고 넓은 박수를 얻었다. 스타벅스가 동성 결혼을 위한 그 성원의 이유로 판매들을 잃었다고 주주가 불평할 때 슐츠는 "모든 결정이 경제적 결정이 아닙니다. 당신이 시간에 좁은 통계를 낭송했다는 사실에 불구하고 우리는 작년에 38 퍼센트의 주주 수익을 마련하였습니다. 당신이 얼마나 많이 투자를 했는지 나는 모르나 지난 12개월 동안 38 퍼센트를 돌려준 많은 것들, 회사들, 제품들과 투자들에 혐의를 두지 않을 것입니다."라고 응답하였다.
"우리의 국민들의 렌즈를 통한 결정을 우리가 만드는 것에 있는 렌즈"라며 그는 지속하였다. "우리는 이 회사에 200,000명 이상의 사람들을 고용하고 우리는 상이를 받아들이길 원합니다. 전부의 종류들. 당신이 작년에 얻은 38 퍼센트보다 더 높은 수익을 얻을 수 있다고 공손히 느낀다면 그것은 자유의 국가입니다. 당신이 스타벅스에서 당신의 주식을 팔고 다른 회사에서 주식을 살 수 있습니다."라고 말하였다.
2018년 4월 회사는 아무 것도 주문하지 않고 카페에서 회합한 후, 2명의 아프리카계 미국인 남성들이 무단 침입으로 필라델피아의 한 지점에서 체포될 때 또다른 뜨거운 문제에 부딪혔다. 슐츠는 즉시 그런 불행한 사건이 다시는 일어나지 않는 것을 보증하는 도움을 주는 데 인종적 편견 훈련 프로그램을 선봉하였다.

## 퇴직과 대통령직의 사색

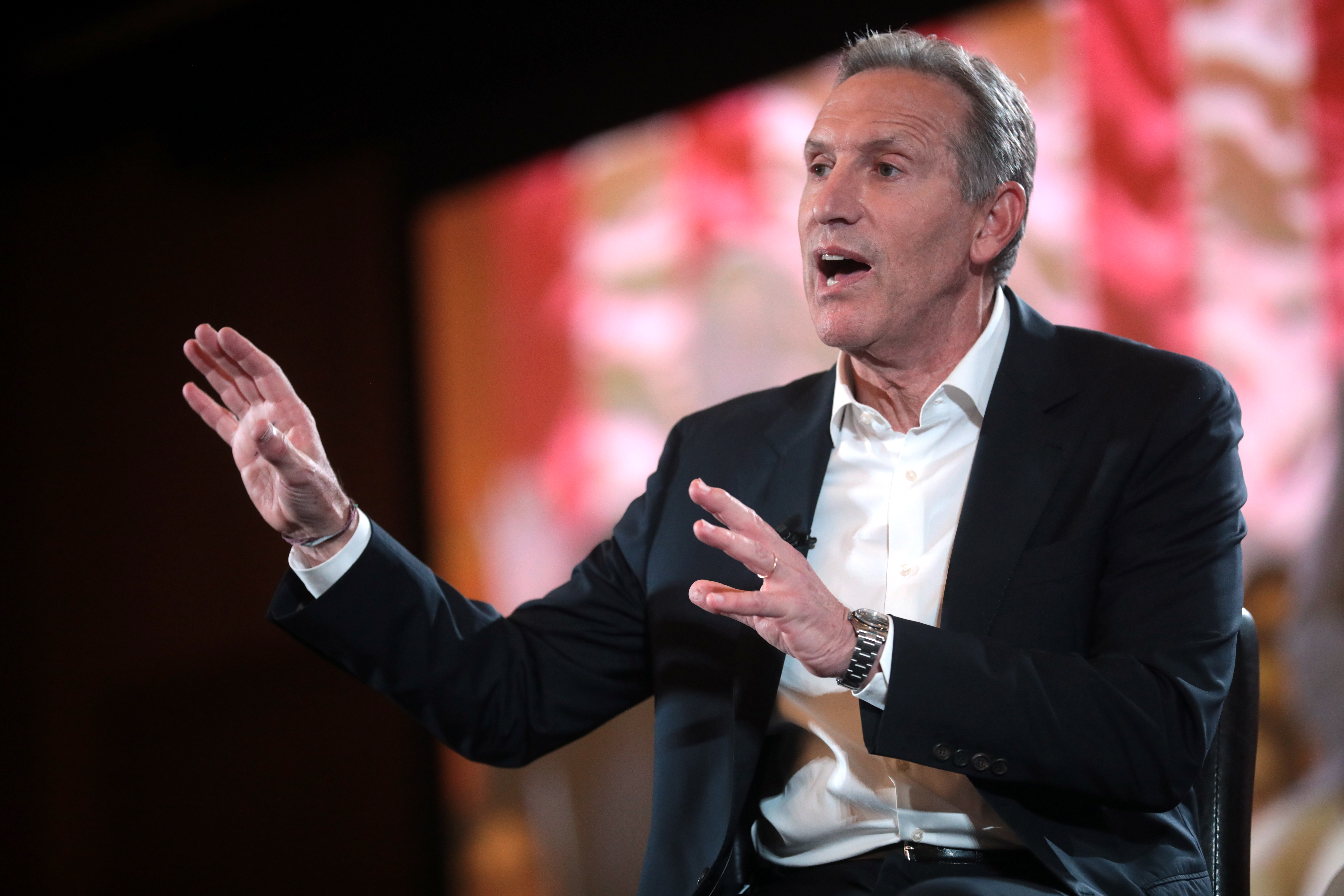
애리조나 주립 대학교에서 (2019년)

2018년 6월 초순에 슐츠는 그 달의 말기에 자신이 스타벅스의 의장으로서 물러날 것을 공고하였다. 당시 체인점은 77개국에서 28,000개 이상을 포함하는 데 자라났다.
운동은 성공적인 비지니스맨이 대통령직을 위하여 나가는 것을 숙고하고 있었던 소문으로 야기시키는 혼란을 추가하였고, 슐츠는 추측을 확산시키는 데 거의하지 않았다. 자신이 "미래에 관하여 아무 결정들을 만드는 것으로부터 먼 길이었다."고 추가하였어도 그는 뉴욕 타임스에게 "한동안 나는 우리의 국가 - 본국과 세계에서 우리의 위치에 자라나는 분할에 관하여 깊이 의심스러워 왔다."고 말하였다.
2019년 1월 슐츠는 경주에 정식으로 들어가느냐에 결정하기 전에 자신의 저서 〈먼 땅에서 위로:미국의 약속을 다시 상상하는 여행〉를 흥행하는 데 자신이 전국 순회를 다니려고 말했어도 무소속으로서 대통령직을 위하여 나가는 데 자신이 준비하고 있었다는 것을 드러냈다.
결국적 민주당 후보 지명자로부터 잠재적으로 투표를 이끌어낸 것으로 풍화 비판과 함께 슐츠는 요통이 수술의 일련을 흥행할 때 좌절을 겪어 그를 선거 운동 흔적에서 나가도록 강요되었다. 그해 9월 이제 비지니스맨은 자신이 대통령직을 위한 입찰을 버리고 있었다는 것을 공고하였다.
그는 "우리의 이당 제도를 개혁하는 데 필요함에 나의 믿음은 흔들리지 않았으나 나는 이때 백악관을 위한 무소속 선거 운동은 내가 어떻게 최고로 우리의 국가를 섬긴 것이 아닌 것이었다고 결론을 내렸다."고 자신의 웹사이트에 올려진 편지에 썼다.

## 개인 생활
슐츠는 자신의 부인 셰리 여사와 함께 두명의 자식들 - 조던과 애디슨을 두었다. 그들은 현재 시애틀의 매디슨 파크 구역에 살고 있다.

## 같이 보기
- 스타벅스
- 세계 부자 순위